# Lebam
Lebam è un census-designated place (CDP) degli Stati Uniti d'America, situato nello stato di Washington, nella contea di Pacific.